# Elecciones al Parlamento de Andalucía de 1986
El domingo 22 de junio de 1986 tuvieron lugar las segundas elecciones al Parlamento de Andalucía que habrían de inaugurar la II legislatura andaluza. Se celebraron junto con las elecciones generales de ese mismo año. A estas elecciones, en las que estaban en juego los 109 escaños del Parlamento de Andalucía, se presentaron 11 candidaturas diferentes, de las cuales solo cuatro obtuvieron representación parlamentaria.
El censo electoral lo formaban 4.830.581 ciudadanos, de los que acudieron a votar 3.414.412, lo cual supuso una participación del 70,68%. Los resultados supusieron la victoria del Partido Socialista Obrero Español de Andalucía que con los 60 escaños obtenidos revalidó la mayoría absoluta que había conseguido en la anterior legislatura.
Tras la formación del Parlamento de Andalucía, el candidato del Partido Socialista Obrero Español de Andalucía, José Rodríguez de la Borbolla, fue investido presidente de la Junta.

## Resultados
Resultados globales:
- Presidente: José Rodríguez de la Borbolla
- Gobierno: PSOE
- Censo: 4.830.581
- Votantes: 3.414.412 (70,68%)
- Abstención: 1.416.169 (29,32%)
- Válidos: 3.364.197 (98,53%)
- A candidatura: 3.352.043 (99,64%)
- Escaños: 109

### Resultado por candidatura

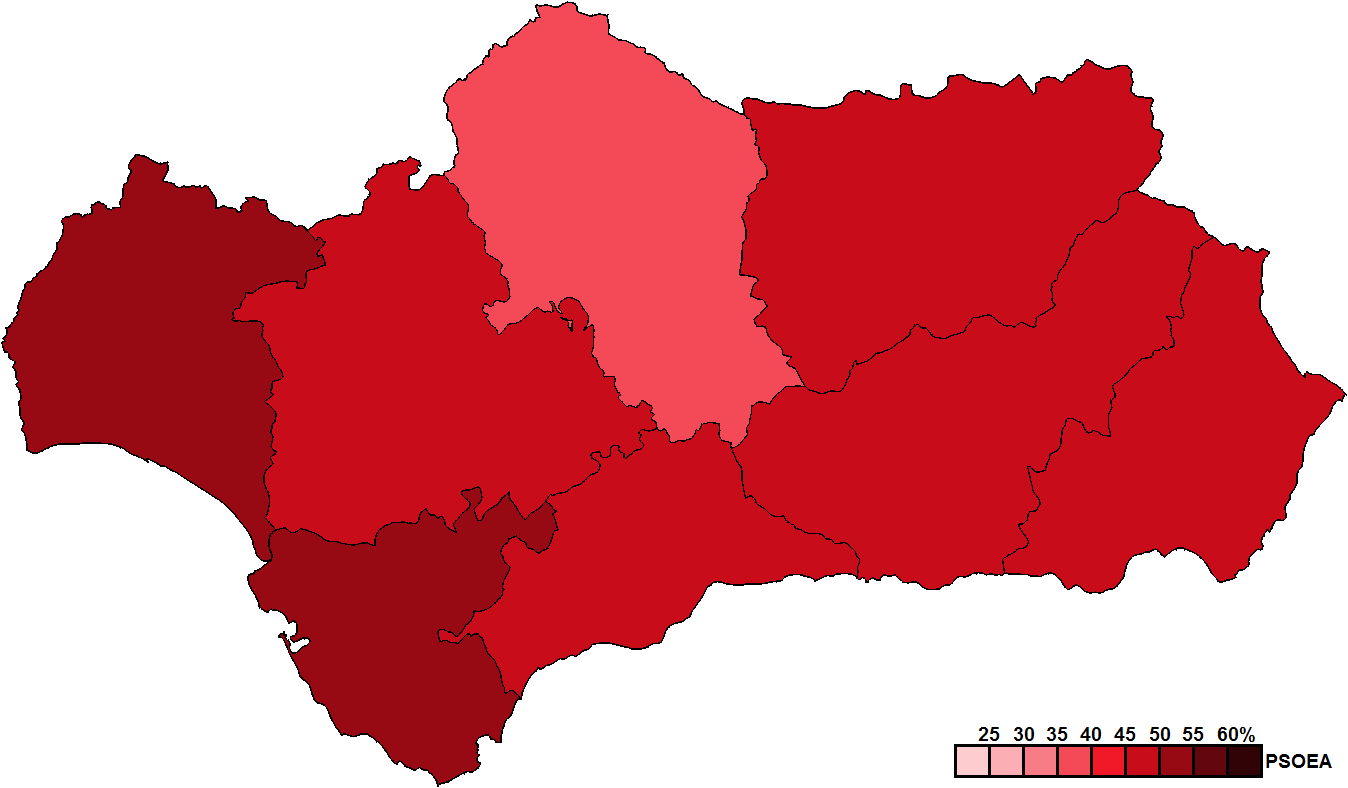
Resultados por provincia.

| Partido                                                 | Candidato                     | Votos     | %     | Escaños | +/-   |
| ------------------------------------------------------- | ----------------------------- | --------- | ----- | ------- | ----- |
| Partido Socialista Obrero Español de Andalucía (PSOE-A) | José Rodríguez de la Borbolla | 1.576.513 | 47,13 | 60      | -6    |
| Coalición Popular (CP)                                  | Antonio Hernández Mancha      | 745.485   | 22,29 | 28a     | +11   |
| Izquierda Unida-Convocatoria por Andalucía (IU-CA)      | Julio Anguita                 | 598.889   | 17,91 | 19      | +11 b |
| Partido Andalucista (PA)                                | Luis Uruñuela                 | 196.947   | 5,89  | 2       | -1    |
| Centro Democrático y Social (CDS)                       | Antonio José Delgado de Jesús | 109.678   | 3,28  | 0       |       |
| Mesa para la Unidad de los Comunistas (MUC)             |                               | 50.886    | 1,52  | 0       |       |
| Partido Socialista del Pueblo Andaluz (PSPA)            |                               | 26.560    | 0,79  | 0       |       |
| Partido Reformista Democrático (PRD)                    | Luis Marín Sicilia            | 25.934    | 0,78  | 0       |       |
| Partido Humanista (PH)                                  |                               | 6.982     | 0,21  | 0       |       |
| Liberación Andaluza (LA)                                |                               | 5.996     | 0,18  | 0       |       |
| Movimiento Falangista de España (MFE)                   |                               | 809       | 0,02  | 0       |       |
| Unión de Centro Democrático (UCD)                       |                               | N/A       | N/A   | 0       | -15   |
| En blanco                                               |                               | 12.154    | 0,36  | N/A     | N/A   |
| Nulos                                                   |                               | 50.215    | 1,47  | N/A     | N/A   |

### Votación de investidura del Presidente de la Junta
| Candidato                                   | Fecha                                                    | Voto       |    |    |    |   | Total  |
| ------------------------------------------- | -------------------------------------------------------- | ---------- | -- | -- | -- | - | ------ |
| José Rodríguez de la Borbolla (PSOE-A)      | 25 de julio de 1986 Mayoría requerida: Absoluta (55/109) | Sí         | 60 |    |    |   | 60/109 |
| José Rodríguez de la Borbolla (PSOE-A)      | 25 de julio de 1986 Mayoría requerida: Absoluta (55/109) | No         |    | 28 | 18 | 2 | 48/109 |
| José Rodríguez de la Borbolla (PSOE-A)      | 25 de julio de 1986 Mayoría requerida: Absoluta (55/109) | Abstención |    |    |    |   | 0/109  |
| Faltó a la votación un diputado de IULV-CA. |                                                          |            |    |    |    |   |        |